# Oecobius interpellator
Espèce
Oecobius interpellator est une espèce d'araignées aranéomorphes de la famille des Oecobiidae.

## Distribution
Cette espèce a été découverte aux États-Unis au muséum de zoologie comparée de l'université Harvard ou elle a été introduite, elle semble avoir été importée d'Océanie car elle ressemble à des échantillons de Nouvelle-Calédonie,.

## Description
La femelle holotype mesure 2,13 mm et le mâle paratype 1,29 mm.

## Publication originale
- Shear, 1970 : The spider family Oecobiidae in North America, Mexico, and the West Indies. Bulletin of the Museum of Comparative Zoology, vol. 140, no 4, p. 129-164 (texte intégral).